# Lista de crateras de impacto na Terra
Esta lista de crateras de impacto na Terra inclui as crateras de impacto mais notáveis confirmadas listadas na Base de Dados de Impactos na Terra. 
Estas crateras foram causadas devido à colisão de grandes meteoritos ou cometas com a Terra. O estudo realizado na Universidade de Freiburg, na Alemanha, mostra que o nosso planeta tem 128 crateras de impacto maiores de seis quilômetros de diâmetro. 
No caso das crateras erodidas ou enterradas, o diâmetro indicado corresponde ao estimado originariamente.

## Crateras de impacto notáveis
| Nome                 | Localização                           | Diâmetro                                                                                   | Idade            | Coordenadas           |
| -------------------- | ------------------------------------- | ------------------------------------------------------------------------------------------ | ---------------- | --------------------- |
| Vredefort            | Free State, África do Sul             | 300 km                                                                                     | 2.02 bilhões     | 27° 00′ S, 27° 30′ L  |
| Sudbury              | Ontário, Canadá                       | 250 km                                                                                     | 1.85 bilhões     | 46° 36′ N, 81° 11′ O  |
| Chicxulub            | Iucatão, México                       | 170 km                                                                                     | 65 milhões       | 21° 20′ N, 89° 30′ O  |
| Popigai              | Sibéria, Rússia                       | 100 km                                                                                     | 35.7 milhões     | 71° 39′ N, 111° 11′ L |
| Manicouagan          | Quebec, Canadá                        | 100 km                                                                                     | 214 milhões      | 51° 23′ N, 68° 42′ O  |
| Acraman              | Austrália Meridional, Austrália       | 90 km                                                                                      | 590 milhões      | 32° 01′ S, 135° 27′ L |
| Baía de Chesapeake   | Virgínia, Estados Unidos              | 90 km                                                                                      | 35.5 milhões     | 37° 17′ N, 76° 01′ O  |
| Puchezh-Katunki      | Oblast de Nizhny Novgorod, Rússia     | 80 km                                                                                      | 167 milhões      | 56° 58′ N, 43° 43′ L  |
| Morokweng            | Deserto do Calaari, África do Sul     | 70 km                                                                                      | 145 milhões      | 26° 28′ S, 23° 32′ L  |
| Kara                 | Nenetsia, Rússia                      | 65 km                                                                                      | 70 milhões       | 69° 06′ N, 64° 09′ L  |
| Beaverhead           | Idaho e Montana, Estados Unidos       | 60 km                                                                                      | 600 milhões      | 44° 15′ N, 114° 00′ O |
| Woodleigh            | Austrália Ocidental, Austrália        | 60–120 km                                                                                  | 364 milhões      | 26° 03′ S, 114° 40′ L |
| Tookoonooka          | Queensland, Austrália                 | 55 km                                                                                      | 128 milhões      | 27° 07′ S, 142° 50′ L |
| Charlevoix           | Quebec, Canadá                        | 54 km                                                                                      | 342 milhões      | 47° 32′ N, 70° 18′ O  |
| Siljan               | Dalarna, Suécia                       | 52 km                                                                                      | 377 milhões      | 61° 02′ N, 14° 52′ L  |
| Kara-Kul             | Montanhas Pamir, Tajiquistão          | 52 km                                                                                      | 5 milhões        | 39° 01′ N, 73° 27′ L  |
| Montagnais           | Nova Scotia, Canadá                   | 45 km                                                                                      | 50 milhões       | 42° 53′ N, 64° 13′ O  |
| Araguainha           | Brasil Central                        | 40 km                                                                                      | 244 milhões      | 16° 48′ S, 52° 59′ O  |
| Mjølnir              | Mar de Barents, Noruega               | 40 km                                                                                      | 142 milhões      | 73° 48′ N, 29° 40′ L  |
| Saint Martin         | Manitoba, Canadá                      | 40 km                                                                                      | 220 milhões      | 51° 47′ N, 98° 32′ O  |
| Carswell             | Saskatchewan, Canadá                  | 39 km                                                                                      | 115 milhões      | 58° 27′ N, 109° 30′ O |
| Clearwater West      | Quebec, Canadá                        | 36 km                                                                                      | 290 milhões      | 56° 13′ N, 74° 30′ O  |
| Manson               | Iowa, Estados Unidos                  | 35 km                                                                                      | 73.8 milhões     | 42° 35′ N, 94° 33′ O  |
| Yarrabubba           | Austrália Ocidental, Austrália        | 30 km                                                                                      | 2 bilhões        | 27° 10′ S, 118° 50′ L |
| Slate Islands        | Ontario, Canadá                       | 30 km                                                                                      | 450 milhões      | 48° 40′ N, 87° 00′ O  |
| Shoemaker            | Austrália Ocidental, Austrália        | 30 km                                                                                      | 1.63 bilhões     | 25° 52′ S, 120° 53′ L |
| Keurusselkä          | Finlândia Ocidental, Finlândia        | 30 km                                                                                      | < 1.8 bilhões    | 62° 08′ N, 24° 36′ L  |
| Mistastin            | Labrador, Canadá                      | 28 km                                                                                      | 36 milhões       | 55° 53′ N, 63° 18′ O  |
| Clearwater East      | Quebec, Canadá                        | 26 km                                                                                      | 290 milhões      | 56° 04′ N, 74° 06′ O  |
| Nördlinger Ries      | Baviera, Alemanha                     | 25 km                                                                                      | 14.8 milhões     | 48° 53′ N, 10° 34′ L  |
| Lappajärvi           | Finlândia Ocidental, Finlândia        | 23 km                                                                                      | 77,85 milhões    | 63° 12′ N, 23° 42′ L  |
| São Miguel do Tapuio | Brasil, Piauí                         | 22 km                                                                                      | desconhecido     | 5° 38′ S, 41° 24′ O   |
| Amelia Creek         | Território do Norte, Austrália        | 20 km                                                                                      | 1660–600 milhões | 20° 55′ S, 134° 50′ L |
| Glikson              | Austrália Ocidental, Austrália        | ~19 km                                                                                     | < 508 milhões    | 23° 59′ S, 121° 34′ L |
| Sierra Madera        | Texas, Estados Unidos                 | 13 km                                                                                      | < 100 milhões    | 30° 36′ N, 102° 55′ O |
| Serra da Cangalha    | Brasil, Tocantins                     | Proeminente núcleo central soerguido com 3km, e cratera com 12,5 Km                        | <300 milhões     | 8° 05′ S, 46° 52′ O   |
| Vargeao              | Brasil, Santa Catarina                | 12 km                                                                                      | 70 milhões       | 26° 46' S, 52° 08' O  |
| Santa Marta          | Brasil, Piauí                         | 10 Km                                                                                      | 66 a 93 milhões  | 10° 17′ S, 45° 23′ O  |
| Aimorés              | Brasil, Minas Gerais                  | 9,5 Km                                                                                     | Desconhecida     | 19° 45′ S, 41° 05′ O  |
| Vista Alegre         | Brasil, Parana                        | 9,5 km                                                                                     | <65 milhões      | 25° 27′ S, 52° 41′ O  |
| Bigach               | Cazaquistão                           | 8 km                                                                                       | 5 ± 3 milhões    | 48° 30′ N, 82° 00′ L  |
| Middlesboro          | Middlesboro, Kentucky, Estados Unidos | ~6 km                                                                                      | < 300 milhões    | 36° 37′ N, 83° 44′ O  |
| Gardnos              | Nesbyen, Noruega                      | 5 km                                                                                       | 650 milhões      | 60° 39′ N, 9° 00′ L   |
| Steinheim            | Baden-Württemberg, Alemanha           | 3.8 km                                                                                     | 15 milhões       | 48° 41′ N, 10° 04′ L  |
| Colônia              | São Paulo, Brasil                     | 3.6 km                                                                                     | 5-36 milhões     | 23° 52′ S, 46° 43′ O  |
| Lonar                | Buldhana, Índia                       | 1.83 km                                                                                    | 52,000           | 19° 58′ N, 76° 31′ L  |
| Barringer            | Arizona, Estados Unidos               | 1.2 km                                                                                     | 49,000           | 35° 02′ N, 111° 01′ O |
| Odessa               | Texas, Estados Unidos                 | 0.168 km                                                                                   | < 50,000         | 31° 45′ N, 102° 29′ O |
| Chaco                | Argentina, Campo del Cielo            | campo formado por 26 crateras em uma área de 3 por 18,5 km, sendo a maior cratera 0,115 km | 4200 a 4700 mil  |                       |
| Kaali                | Saaremaa, Estónia                     | 0.110 km                                                                                   | 2400...2800      | 58° 24′ N, 22° 40′ L  |
| Monturaqui           | Chile, Salar do Atacama               | 13 metros                                                                                  | <100 mil         |                       |